# Hidroxilel·lestadita
La hidroxilel·lestadita és un mineral de la classe dels silicats, que pertany al grup de l'el·lestadita. Rep el nom en al·lusió a la seva composició, sent l'anàleg amb hidroxil dominant de la fluorel·lestadita. Antigament era coneguda també amb el nom d'el·lestadita-(OH).

## Característiques
La hidroxilel·lestadita és un silicat de fórmula química Ca₅(SiO₄)1,5(SO₄)1,5(OH). Cristal·litza en el sistema monoclínic. La seva duresa a l'escala de Mohs és 4,5. El sulfat pot ser substituït per carbonat, almenys en part, per donar pas a una espècie encara sense definir, sempre que es compleixi la norma del 50%.
Segons la classificació de Nickel-Strunz, la hidroxilel·lestadita pertany a «9.AH - Nesosilicats amb CO₃, SO₄, PO₄, etc.» juntament amb els següents minerals: iimoriïta-(Y), tundrita-(Ce), tundrita-(Nd), spurrita, ternesita, britholita-(Ce), britholita-(Y), el·lestadita-(Cl), fluorbritholita-(Ce), fluorel·lestadita, mattheddleïta, tritomita-(Ce), tritomita-(Y), fluorcalciobritholita i fluorbritholita-(Y).

## Formació i jaciments
Es troba en venes de pegmatites, en skarns i en dipòsits pirometamòrfics. Va ser descoberta al districte miner de Chichibu, a Nakatsugawa, a la ciutat de Chichibu de la Prefectura de Saitama, a la Regió de Kanto (Japó).